# Pachetra britannica
Pachetra britannica là một loài bướm đêm trong họ Noctuidae.